# ويليام وارنر (لاعب كريكت)
ويليام وارنر (بالإنجليزية: William Warner)‏ (1844 - 1871) هو لاعب كريكت بريطاني (وحمل سابقاً جنسية المملكة المتحدة لبريطانيا العظمى وأيرلندا).

## وصلات خارجية
- ويليام وارنر على موقع إي آس بي آن كريك إنفو (الإنجليزية)